# Blackouts
The Blackouts er navnet på den første gruppe, som Frank Zappa spillede i. Det var i 1956, hvor han var 16 år og gik på high school. En anden senere kendt person i Blackouts var Don Van Vliet, bedst kendt under navnet Captain Beefheart. Zappas tid i gruppen blev ikke ret langvarig, men ud over venskabet med Van Vliet fik Zappa også bekendtskabet med Euclid James "Motorhead" Sherwood med sig. Sherwood blev senere medlem af Zappas vigtigste gruppe, Mothers of Invention.